# Desa Beru
Desa Beru is een bestuurslaag in het regentschap Sumbawa Barat van de provincie West-Nusa Tenggara, Indonesië. Desa Beru telt 1479 inwoners (volkstelling 2010).